# Boomslang
Die Boomslang (Dispholidus typus), gelegentlich auch als Afrikanische Baumschlange oder Grüne Boomslang bezeichnet, ist eine Schlangenart aus der Familie der Nattern (Colubridae). Die Gattung Dispholidus ist monotypisch, die Boomslang ist die einzige Art der Gattung. Sie hat Giftzähne und zählt damit zu den sogenannten Trugnattern. Das Verbreitungsgebiet der Art umfasst weite Teile des tropischen Afrikas südlich der Sahara bis in den Süden Südafrikas.
Der Name Boomslang stammt (über das Afrikaans) aus dem Niederländischen und bedeutet wörtlich: Baumschlange. Auch die Englische Sprache bezeichnet diese Schlangenart als Boomslang; das Wort wird nach den englischen Ausspracheregeln gesprochen.

## Beschreibung

### Körperbau
Adulte Individuen erreichen meist Gesamtlängen von 1,2 bis 1,5 m, maximal bis 2,0 m. Die Tiere sind schlank gebaut, der Kopf ist kurz und stumpf, die Augen sind in Relation zum Kopf enorm groß und sehr auffallend.

### Beschuppung
Die Tiere haben meist ein primäres und zwei sekundäre Temporalia, ein, selten zwei Praeocularia und meist 3, selten 2 oder 4 Postocularia. Sie haben meist 7, selten 6 oder 8 Supralabialia, von denen das dritte und vierte, seltener das vierte und fünfte an das Auge grenzen. Die Tiere haben 8–13 Infralabiala. Die Rückenschuppen sind stark gekielt. Die Tiere haben 19, selten 17 oder 21 dorsale Schuppenreihen in der Körpermitte. Die Anzahl der Bauchschuppen (Ventralschilde) variiert zwischen 164 und 201, die Zahl der geteilten Subcaudalia zwischen 104 und 142. Das Analschild ist geteilt.

### Färbung

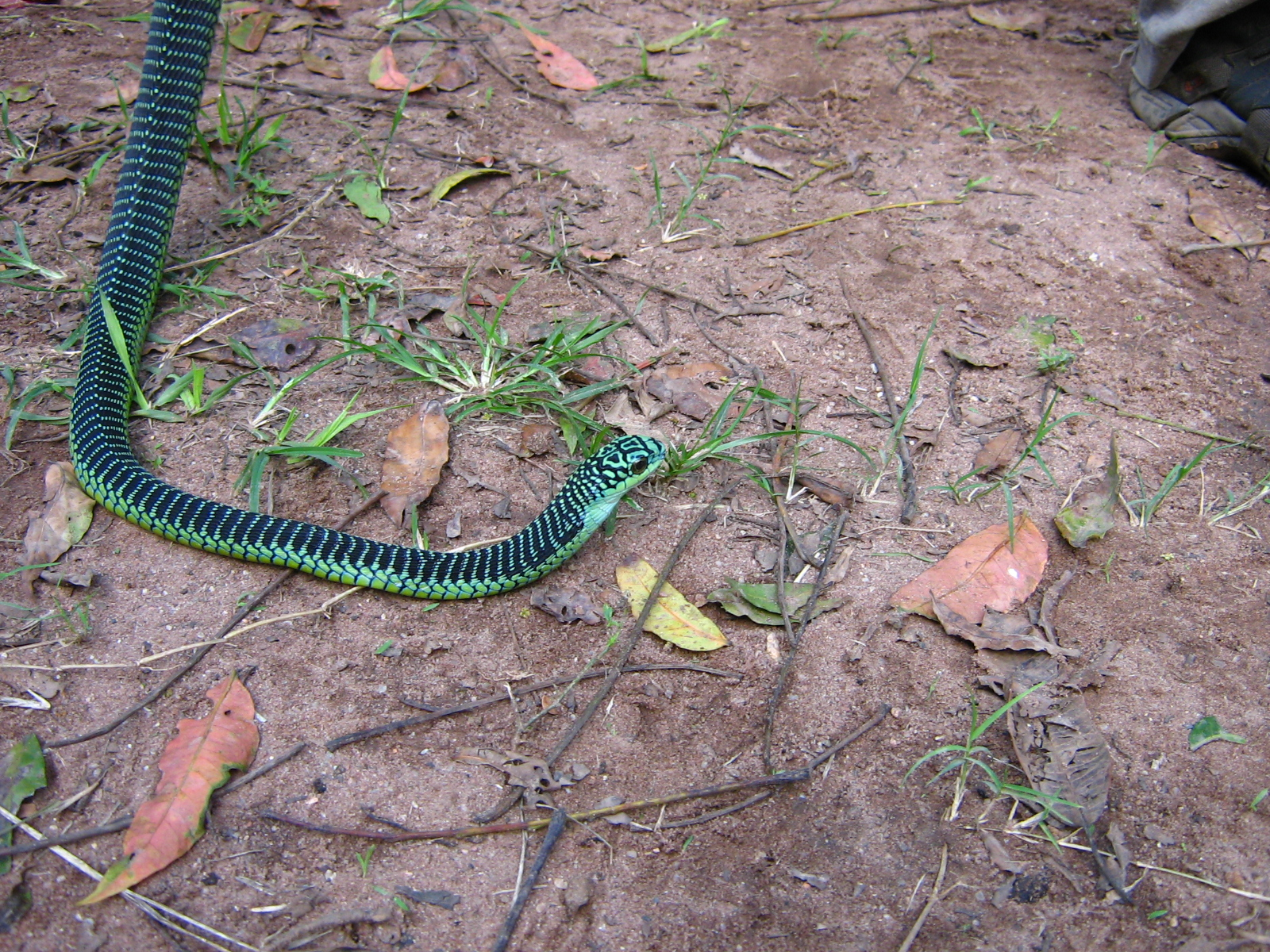
Boomslang, quergebänderter Färbungstyp

Adulte Tiere zeigen hinsichtlich der Färbung deutliche Geschlechtsunterschiede. Männchen sind sehr variabel und meist deutlich bunter und kontrastreicher gezeichnet als die Weibchen, sie kommen in vier bis fünf Färbungstypen vor, zwischen denen es auch noch Übergänge gibt:
- Oberseite grün bis olivgrün, mit oder ohne schwarzer Hautfärbung zwischen den Schuppen, Bauchseite ähnlich wie Oberseite, aber heller.
- Oberseite hellgrün mit schwarz gerandeten Schuppen, so dass die Schlange quergebändert ist.
- Oberseite einfarbig dunkelbraun bis schwarz, Bauchseite hellgelb.
- Oberseite schwarz, Bauchschuppen dunkelgrau mit schwarzen Rändern
- gelegentlich werden oberseits ziegelrote Tiere gefunden

Weibchen sind oberseits meist hell- bis olivbraun und haben eine schmutzig weiße bis braune Unterseite, gelegentlich sind sie aber auch ebenso farbenfroh wie die Männchen gezeichnet. Jungtiere sind oberseits hellgrau bis braun und zeigen vor allem im vorderen Körperbereich eine feine blaue Fleckung. Die Kehle ist leuchtend hellgelb oder orange, die übrige Unterseite ist weiß bis gelblich mit dunklen Flecken. Die Iris ist leuchtend grün. Mit einer Länge von etwa 1 m wird die Färbung adulter Tiere erreicht.

## Verbreitung und Lebensraum
Das Verbreitungsgebiet der Art umfasst weite Teile des tropischen Afrikas südlich der Sahara bis in den Süden Südafrikas. Im südlichen Afrika bewohnt die Boomslang ein weites Spektrum von Habitaten von der Karoo über feuchte und trockene Savanne, Wälder der Ebenen bis hin zu Grasland und Fynbos. Sie meidet den trockenen Westen und die zentrale Hochebene (das Highveld) Südafrikas.

## Systematik
Die Gattung Dispholidus ist monotypisch, die Boomslang ist bisher die einzige Art der Gattung. Aufgrund morphologischer Unterschiede dürften die Boomslangs der Insel Pemba jedoch eine eigene Art darstellen. Es wurden mehrere Unterarten beschrieben, diese werden von D. G. Broadley und V. Wallach jedoch nicht anerkannt.

## Lebensweise und Ernährung
Die Boomslang ist überwiegend tagaktiv und hält sich meist auf Bäumen oder Sträuchern auf, wo sie durch ihre Färbung sehr gut getarnt ist. Gelegentlich wird der Boden aufgesucht, zum Sonnenbad oder zur Jagd. Die Tiere jagen aktiv überwiegend in der höheren Vegetation, seltener auch auf dem Boden, vor allem in der Nähe von Fließgewässern. Beim Anblick geeigneter Beute erstarrt die Schlange mit erhobenem Kopf. Sie schnappt dann schnell zu und hält die Beute mit kauenden Bewegungen fest, bis diese durch das Gift verendet. Die Nahrung besteht vor allem aus Chamäleons und anderen baumbewohnenden Echsen, Vögeln und deren Nestlingen und Eiern sowie Fröschen. Kleine Säugetiere werden nur selten gefressen. Von verschiedenen Vögeln, zum Beispiel Bülbüls, werden Boomslangs als Feinde erkannt und angehasst.

## Fortpflanzung
Die Boomslang ist ovipar (eierlegend), das Gelege besteht meist aus 8 bis 14, maximal bis 27 Eiern. Die Eiablage erfolgt vom späten Frühjahr bis in die Mitte des Sommers in hohlen Bäumen, verrottendem Holz oder unter Blätterhaufen. Die Jungschlangen sind bei der Geburt 29 bis 38 cm lang.

## Verhalten gegenüber Menschen
Die Art ist sehr scheu und weicht Menschen aufgrund des sehr guten Gesichtssinnes frühzeitig aus. Die Tiere beißen nur, wenn sie angefasst werden. Bei direkter Bedrohung blähen die Tiere erst den Nacken auf und präsentieren so die bunte Haut in diesem Bereich. Bei anhaltender Bedrohung blähen sie schließlich den ganzen Körper auf und schnappen mit ruckartigen seitlichen oder vorwärtsgerichteten Bewegungen zu.

## Gift

### Wirkung
Das Gift ähnelt jenem der Amerikanischen Lanzenottern. Es wirkt hämolytisch und durch Metalloproteinasen hämorrhagisch (Blutgefäße zerstörend). Das Gift verursacht durch thrombinähnliche Enzyme (TLEs) eine Veränderung der Blutgerinnungsvorstufe Fibrinogen und hierdurch eine pathologische Aktivierung der Blutgerinnung. Dies führt über weitere Schritte zum schnellen Verbrauch der Gerinnungsfaktoren und wirkt daher gerinnungshemmend. Das Syndrom wird als Disseminierte intravasale Koagulopathie (DIC) bezeichnet. Die Patienten bluten aus der Bissstelle und Mundschleimhäuten und es kommt zu inneren Blutungen. Das Gift wirkt offenbar auch direkt nierentoxisch. Die Wirkung setzt vergleichsweise spät ein, bis zur Entwicklung ernsthafter Symptome kann es 24–48 Stunden dauern.
Die durchschnittliche Giftmenge je Biss ist vergleichsweise gering; sie wird mit maximal 1,5 mg Trockengewicht angegeben. Das Gift der Boomslang ist jedoch extrem wirksam; der LD50-Wert bei Mäusen liegt bei intravenöser Verabreichung bei 0,06–0,72 mg pro kg.
Die Art kann die weit hinten im Maul liegenden Giftzähne ohne weiteres bei einem Biss in den Arm oder das Bein eines Menschen einsetzen, da sie das Maul in einem Winkel von bis zu 170° öffnen kann. Bisse, bei denen eine größere Giftmenge in die Bissstelle abgegeben wird, sind für Menschen ohne Behandlung mit einem spezifischen Antiserum meist tödlich.

### Epidemiologie
Die Boomslang wird trotz ihrer Giftigkeit aufgrund ihres überwiegenden Aufenthaltes in höherer Vegetation (arboricol) und ihrer Scheu als medizinisch kaum relevant beschrieben. Bissunfälle sind sehr selten und betreffen meist Schlangenhändler und Reptilienpfleger. Der US-amerikanische Herpetologe Karl Patterson Schmidt starb 1957 durch den Biss einer in seinem Institut in Chicago gehaltenen Boomslang. Schmidt dokumentierte die Details seines Todeskampfes in seinem Tagebuch.